# Куликов, Михаил Фёдорович
Михаил Фёдорович Куликов (1861—?) — врач, депутат Государственной думы Российской империи I созыва  от города Астрахани.

## Биография

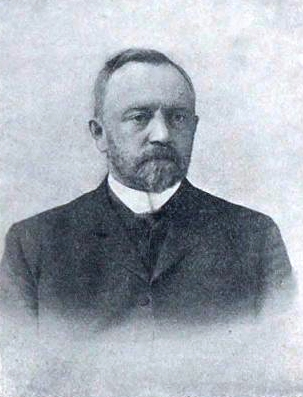
Куликов, Михаил Фёдорович

Родился в 1861 году. Окончил 3-ю казанскую гимназию и медицинский факультет Казанского университета в 1899 году. Поселился в Астрахани, где стал работать в качестве промыслового врача, а позже в городской больнице и санитарном надзоре Казанского округа путей сообщения по Астраханскому участку. Основатель астраханского литературно-драматического общества.
С 1901 года — гласный Астраханской городской думы. После образования астраханского губернского комитета партии народной свободы стал членом партии.
В 1906 году был избран в Государственную думу Российской империи I созыва от Астраханской губернии. После роспуска Думы подписал «Выборгское воззвание», в результате был осужден по ст.129, ч.1, п.п.51 и 3 Уголовного Уложения. Дальнейшая судьба М. Ф. Куликова неизвестна.